# Miyagi Baseball Stadium
Le Miyagi Baseball Stadium (宮城球場 ou Miyagi Kyūjō) est un stade de baseball situé à Sendai dans la préfecture de Miyagi au Japon.
C'est le domicile des Tohoku Rakuten Golden Eagles du Championnat du Japon de baseball. Le Kleenex Stadium Miyagi a une capacité de 30 508 places.

## Dimensions
- Left Field (Champ gauche) - 101.5 mètres
- Center Field (Champ centre) - 122 mètres
- Right Field (Champ droit) - 101.5 mètres

## Galerie

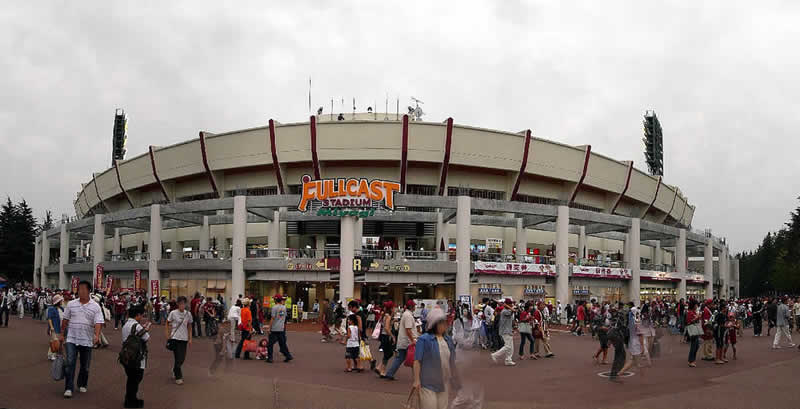
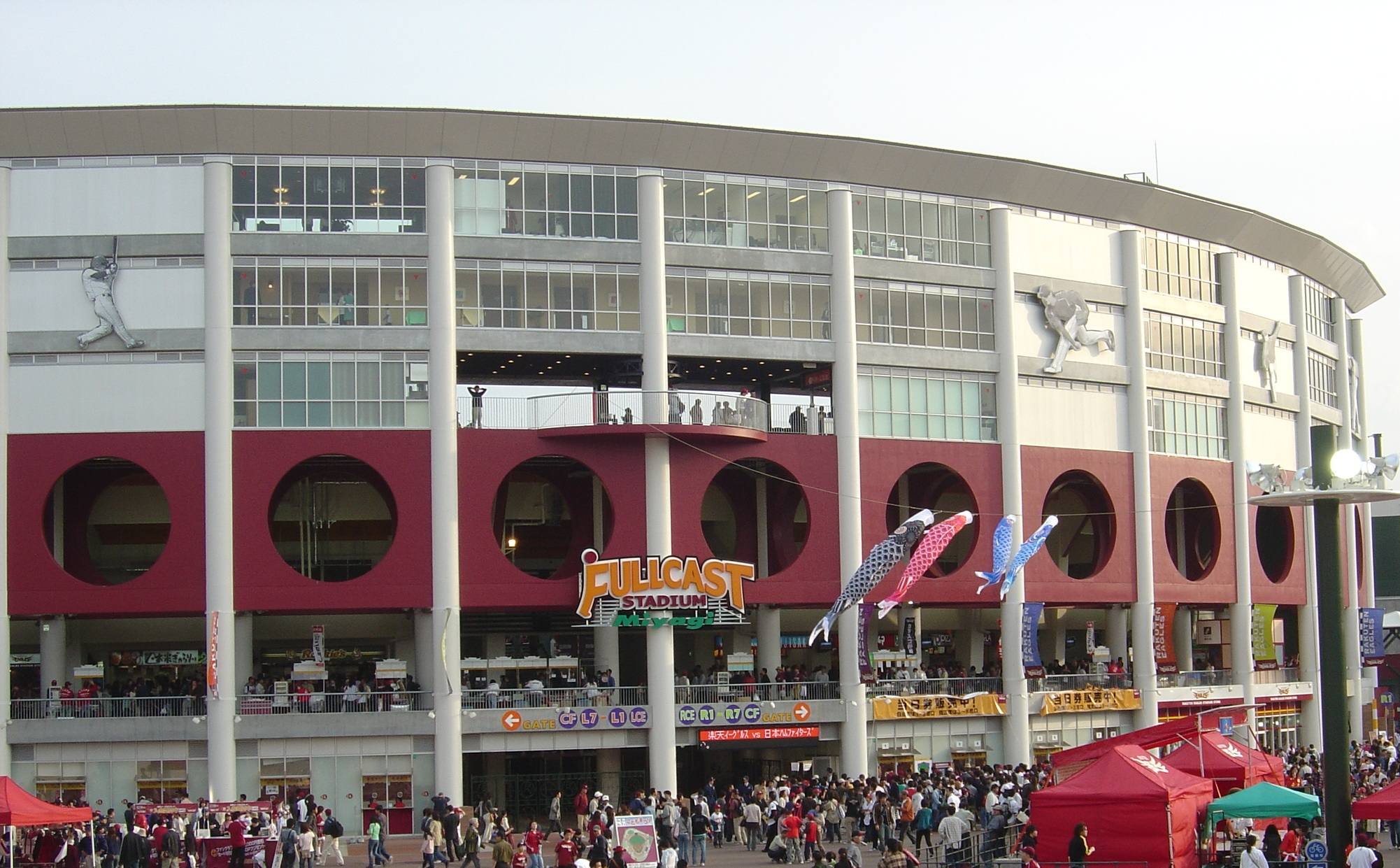
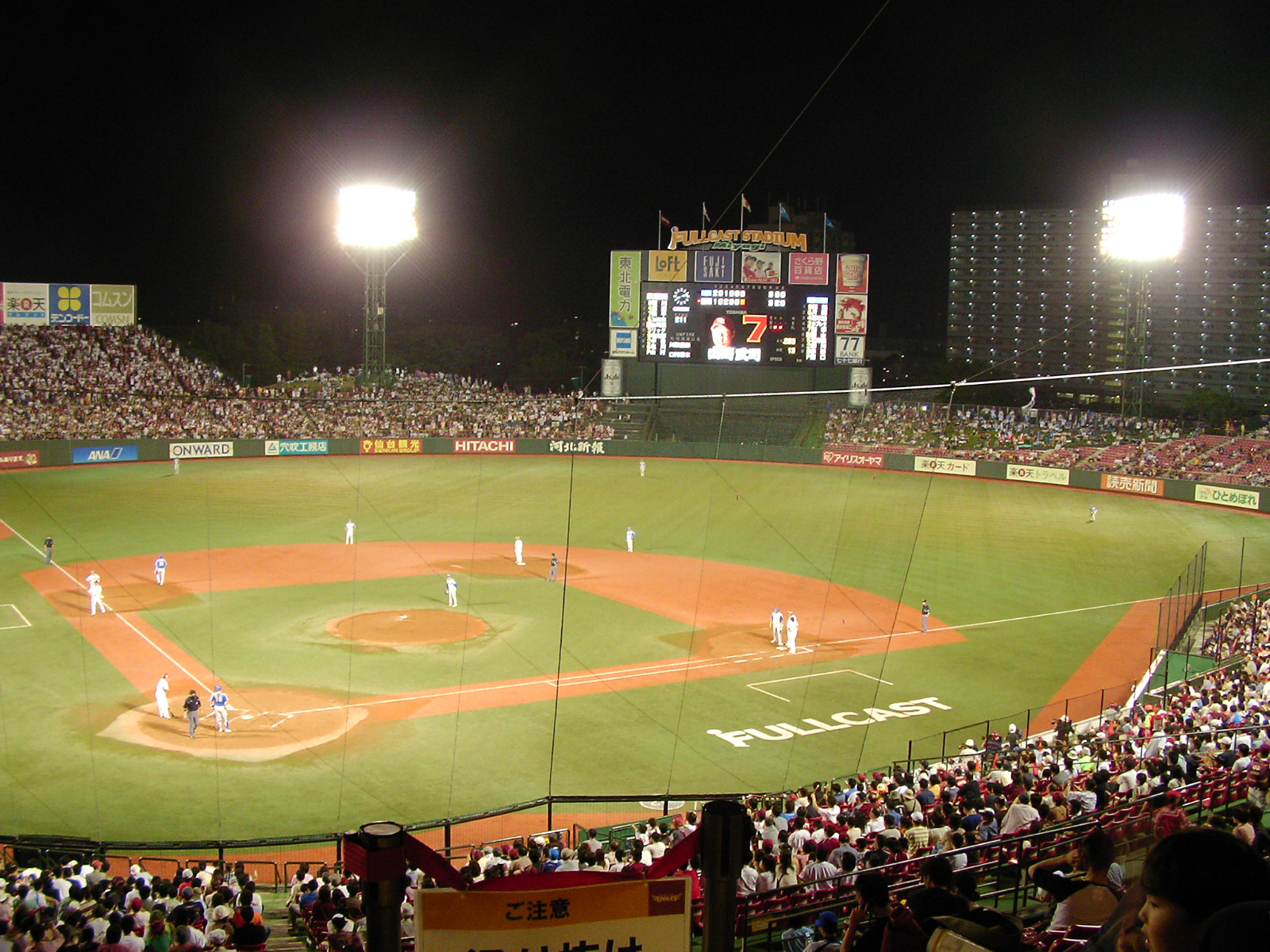